# Fotocomponedora

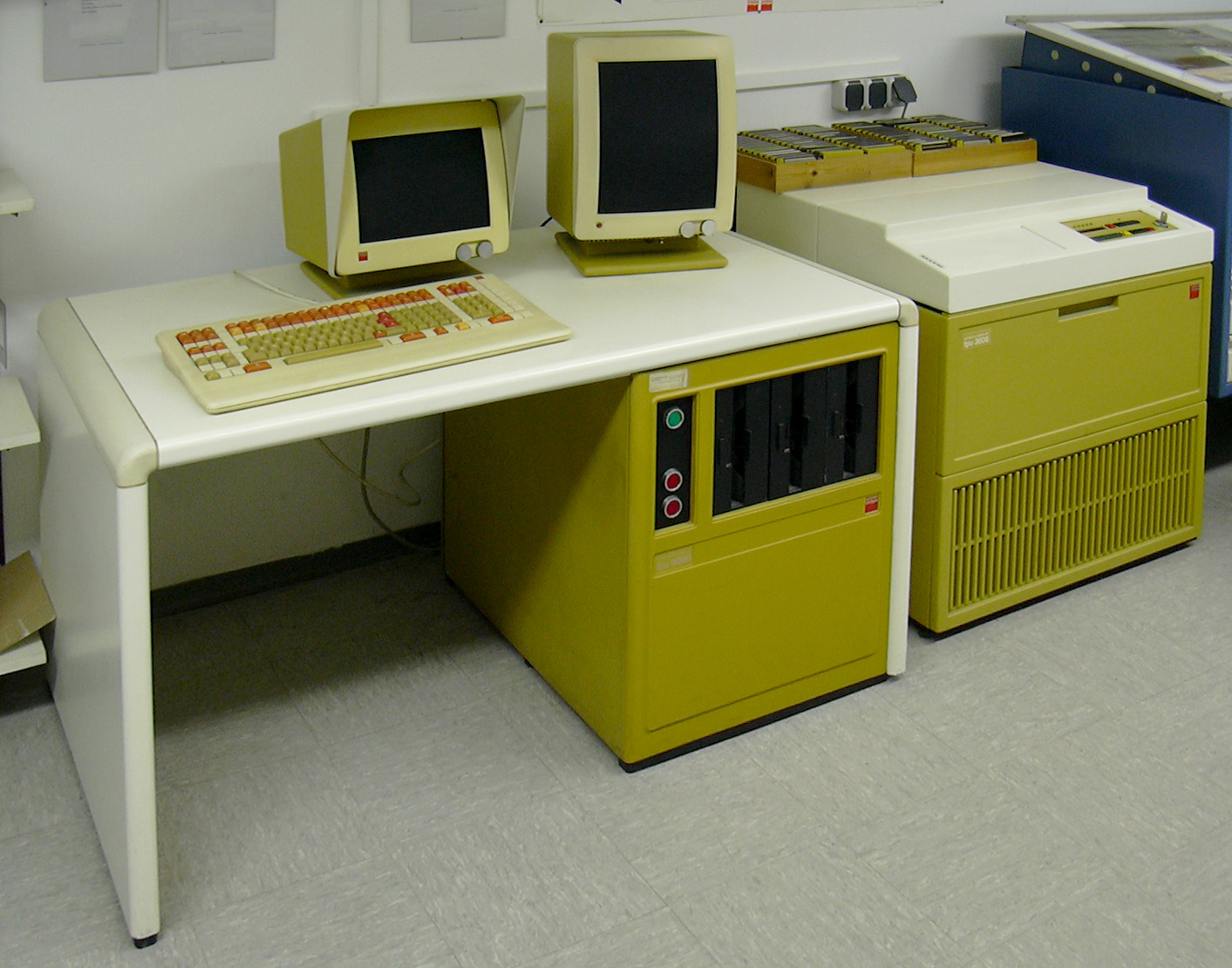
Fotocomponedoras Berthold modelos TPS 6300 y TPU 6308

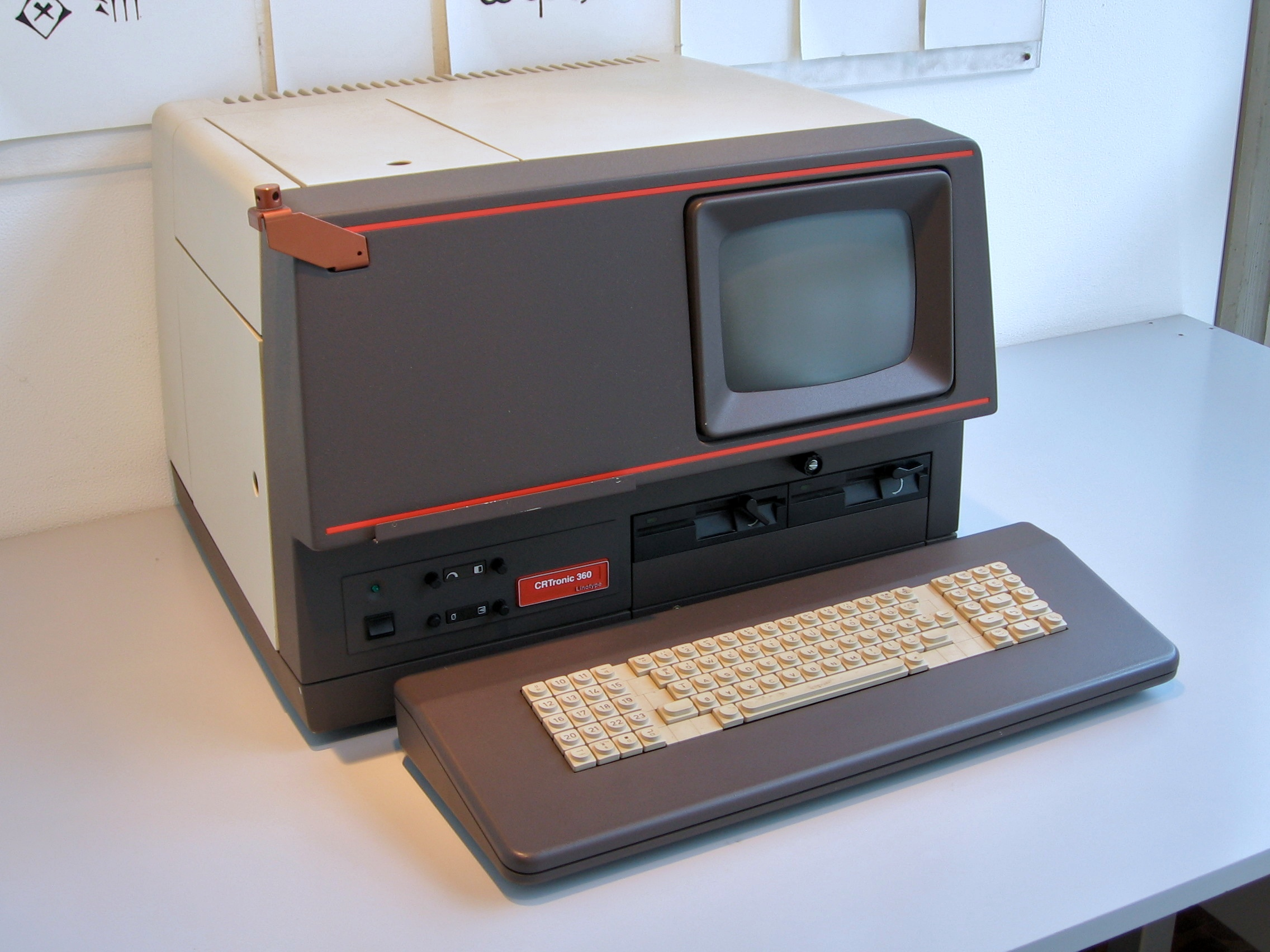
Fotocomponedora Linotype CRTronic 360

La fotocomponedora  es una máquina de preparación de líneas de texto equivalente a una linotipia en tipografía inventada por los ingenieros franceses Luis Moyroud, René Higonnet y René Grea en 1958, y altamente informatizada en la década de 1970.

## Funcionamiento
La fotocomponedora lleva integrada una ampliadora fotográfica, y crea los caracteres, mediante impresión fotográfica sobre papel fotosensible, en lugar de hacerlo mediante el fundido de lingotes de plomo como en la linotipia. La calidad es mejor y el coste por página muy inferior al que se obtiene con un sistema de plomo fundido, debido a la alta velocidad a la que se puede llegar. Otra ventaja es que se evita el envenenamiento con plomo o saturnismo al que estaban expuestos quienes trabajaban con la linotipia.
La velocidad típica de la fotocomponedora era de 15.000 líneas por minuto, es decir diez veces mayor que la velocidad de una impresora de líneas de los ordenadores de aquella época.

## Historia
Esta máquina nació para sustituir no directamente la linotipia, sino las máquinas de escribir de esfera como la IBM Selectric, unas máquinas muy populares que ya habían desplazado a la linotipia en los entornos donde no se empleaba la tipografía, como la impresión ófset. Era una "máquina de escribir" de alta calidad que componía una línea con espaciado proporcional mediante un sistema mecánico integrado en la propia máquina, pasando a ser un sistema basado en microprocesadores en sus últimas versiones.
En los primeros modelos se requería escribir cada línea de texto dos veces, la primera para determinar a priori el  espaciamiento entre caracteres que se debía tener en cuenta durante la segunda pasada, pero generando una única impresión de la línea.

## Migración tecnológica
La fotocomponedora apareció en los años cincuenta, y permitió entonces la transición de la imprenta hacia la era digital, y no sin una pequeña revolución social ya que hubo que reciclar poco a poco la profesión de cajista así como la de linotipista que quedó relegada a las rotativas de los grandes periódicos. 
Con la era digital llegaría un nuevo reciclaje hacia los ordenadores aunque esta vez fue en dos escalones: primero con ordenadores controlando la fotocomponedora clásica para terminar con ordenadores con programas de autoedición que usan la rasterización con Postscript.